# كلاوديو لوبيز

## تعريف
كلاوديو لوبيز (مواليد 17 يوليو 1974 في Tercero ريو) هو لاعب كرة قدم الأرجنتيني الذي لعب مؤخرا ل كولورادو رابيدز في دوري كرة القدم . صاحب القامة ليست بالطويلة يمتلك مهارات عاليه جدا جدا وصاحب التسديدات اليسارية الصاروخية الساحقة التي تعرف طريقها إلى المرمى وأفضل مساند مهاجم في حينه وأفضل لاعب لنادي لاميركي على مر التاريخ ب188 هدف وصنع 55 هدف
تل

## حياته المهنية

### بدايته كلاعب
كانت بداية اللاعب وهو في سن الـ 16 في نادي استوديانتوس لعب معهم 39 مباراة وأحرز 14 هدف عام 1990 وبعدها بسنه انتقل إلى نادي آفيلاندا
ولعب معهم 116 مباراة واحرز 25هدف وبقي معه حتى عام 1996 حيث انتقل إلى نادي فالنسيا وابتدأت معه رحلة النجومية والإبداع والشهرة ..

### الانتقال إلى أوروبا
في فالنسيا حقق أبرز إنجاز له وهو وصيف كأس أبطال أوروبا أمام الريال في عام 1999 - 2000 وكان فالنسيا الأفضل في تلك البطولة لولا قليل من الحظ لعب مع فالنسيا 123مباراة وأحرز 42 هدف وبعد ما أدى ذلك الأداء العظيم قرر نادي لاتسيو روما شراءة بملبغ 35 مليون يورو فـ وافق اللاعب على الانتقال ولكن لسوء الحظ عانى كلاوديو من الأصابات ولم يوفق في تقديم شي لفريق لاتسيو ..حيث لعب معهم 105 مباراة واحرز 28هدف وفي عام 2004 انتقل الي كلوب أمريكا المكسيكيوفي السنة الأولى لعب 17 مباراة سجل خلالها 4 أهداف أما في عام 2005 فقد تحسن مستواه حيث سجل 17 هدفا للفريق وساعده في
الحصول على اللقب العاشر للفريق في الدوري المكسيكي كذلك مغامرات كلاوديو لم تنته عند هذا الحد فقد ساعد الفريق في احراز كأس
الكونكاكاف عام 2005 حيث سجلين هدفين رائعين في النهائي .. نهايات اللاعبين الكبار دائما ما تكون في أنديتهم السابقة ففي عام 2007 عاد كلاوديو إلى ناديه السابق الأرجنتيني Racing Club de Avellaneda وذلك بعد أن قضى 11 عاما محترفا خارج الأرجنتين ..ولعب معهم 34 مباراة واحرز 10 اهداف
ثم انتقل الي نادي كاناس سيتي ويزاردز ولعب معهم 57 مباراة واحرز 13هدف مع المنتخب شارك كلاوديو مع المنتخب الأرجنتيني الأولمبي في أولمبياد 1996م وحقق معه الميدالية الفضيه كما شارك مع المنتخب الأول في كأسي العالم 98 و 2002

## عدد البطولات التي حققها
البطولات التي حققها كلاوديو :
1- كأس ملك إسبانيا مع فالنسيا عام 1998 - 1999
2- كأس الســـوبـر الأســباني مـــع فالنســـيا عام 1999
3- كأس إيــطـالـــيـــــا مـــع لاتـــسيــــو عــــام 2003 - 2004
4- كـــــأس الــســوبـر اللإيـــطالــــي مـــــع لاتــــســيـو عــــــام 2000
5- بــــطولة الـــدوري المكـسيكي مع فريق اميركان كلوب عام 2005
6- كــأس الكونـكـــــاكـاف مع فريــق اميــركــان كلــــــوب عـــــام 2006
7- كأس أبطال أميركا مع النادي المكســيكي اميركــــان كلوب 2004

## روابط خارجية
- كلاوديو لوبيز على موقع الاتحاد الدولي (مؤرشف)  (الإنجليزية)
- كلاوديو لوبيز على موقع الدوري الأمريكي (الإنجليزية)
- كلاوديو لوبيز على موقع قاعدة بيانات كرة القدم.إي يو (الإنجليزية)
- كلاوديو لوبيز على موقع ناشيونال فوتبول تيمز (الإنجليزية)
- كلاوديو لوبيز على موقع Soccerway.com (الإنجليزية)
- كلاوديو لوبيز على موقع عالم كرة القدم.نت (الإنجليزية)
- كلاوديو لوبيز على موقع أوليمبيديا (الإنجليزية)